# Eleftheroupoli
Eleftheroupoli (græsk: Ελευθερούπολη, katharevousa : Ελευθερούπολις - Eleftheroupolis, indtil 1929 Πράβι - Pravi,  bulgarsk: Правище; tyrkisk: Pravişte) er en by og en tidligere kommune i den regionale enhed Kavala, Østmakedonien og Thrakien, Grækenland. Siden kommunalreformen i 2011 er den en del af kommunen Pangaio, som den er sæde for. Kommunen har et areal på 126.974 km2. Ved folketællingen i 2011 var byens befolkning på 4.360 mennesker.
Ifølge statistikken fra den bulgarske geograf Vasil Kanchov havde byen en samlet befolkning på 1.605 indbyggere i 1900, bestående af 1.330 ortodokse grækere og 275 tyrkere.